# Vermillion

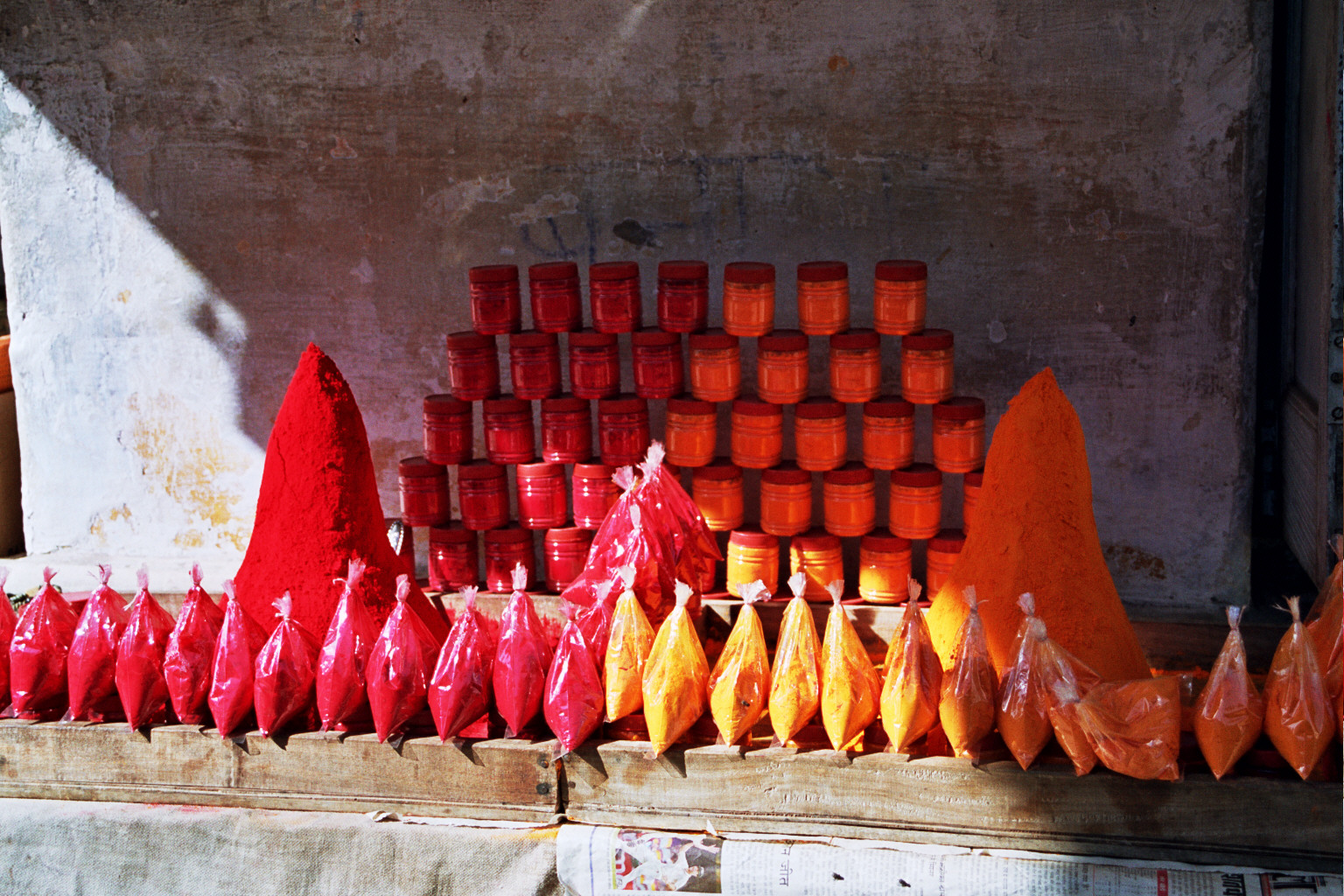
Vermillion (lokalt kallat sindoor) till salu i Rajastan, Indien

Vermillion, även stavat vermilion, (Colour Index-beteckning Pigment Red 106, C.I. 77766) är en syntetisk och ren form av cinnober, ett pigment bestående av kvicksilversulfid. Numera är dess användning förbjuden på grund av pigmentets giftighet.
I många språk är vermillion det vanligaste namnet för cinnoberpigment. Ordet används också för andra pigment med liknande kulör. Liksom många pigmentnamn används vermillion även för de kulörer som kan ges av pigmentet, även i de fall som inte alls har med måleri att göra. Någon färg med namnet vermillion finns inte bland de ursprungliga HTML-färgerna eller webbfärgerna (X11). I andra källor ges vermillion färgkoordinaterna i boxen härintill.